# Filmfest Osnabrück – Festival des Unabhängigen Films
Das Filmfest Osnabrück – Festival des Unabhängigen Films (bis 2021:Unabhängige FilmFest Osnabrück, zuvor: Tage des unabhängigen Films) ist eines der ältesten und traditionsreichsten Filmfestivals in Niedersachsen. Es findet jährlich an fünf bis sechs Tagen im Oktober in Osnabrück statt. Das Festival wird vom gemeinnützigen Osnabrücker FilmForum e. V. ausgerichtet.
Mit rund 80 internationalen Spiel-, Dokumentar- und Kurzfilmen bietet das Filmfest Osnabrück jedes Jahr einen Überblick über das unabhängige Kino der Gegenwart. Das Publikum wird dazu eingeladen mit den ästhetischen Mitteln des Films in die Welt zu blicken, die eigene Haltung auf den Prüfstand zu stellen und neue Perspektiven einzunehmen. Das 40. Filmfest Osnabrück findet statt zwischen vom 7. – 12. Oktober 2025.

## Geschichte
Das erste Mal wurde das Filmfest Osnabrück 1986 veranstaltet, damals noch unter dem Namen „Tage des unabhängigen Films“. Damit ist das Filmfest eines der ältesten Filmfestivals in Niedersachsen. Für sein engagiertes, unabhängiges Programm ist es aber auch über Ländergrenzen hinweg bekannt.
Das Programm wird von unabhängigen Kuratoren und Kuratorinnen ausgewählt. Sie legen besonderen Wert auf Filme mit Anliegen und Relevanz; Auf ein Kino für die jüngsten Filmfans; Erkunden das Genrekino und das Thema Musik und Kunst im Film. Das Filmfest lebt zudem vom intensiven Dialog mit seinen Zuschauern und Zuschauerinnen. Und ermöglicht mit den Publikumsgesprächen mit Filmemachern und Filmemacherinnen vor Ort die aktive Teilhabe am Festivalgeschehen.
In Osnabrück sind die ausgewählten Filme zum ersten Mal zu sehen. Oft handelt es sich auch um deutsche Premieren oder – besonders im Kurzfilmbereich – um Uraufführungen. Mehrere Jurys und das Festivalpublikum vergeben beim Filmfest jedes Jahr vier Preise mit einem Gesamtwert von 18.200 Euro. Dazu gehören der Friedensfilmpreis Osnabrück und der Filmpreis für Kinderrechte.
Bis 2021 trug das Festival den Namen „Unabhängiges FilmFest Osnabrück“. Seit seiner 37. Ausgabe im Jahr 2022 läuft es unter dem TitelFilmfest Osnabrück – Festival des Unabhängigen Films.

## Schwerpunktthemen
Von 2006 bis 2011 wählte das Filmfest sektionsübergreifende Schwerpunktthemen aus, unter denen das Festival veranstaltet wurde. Dies ermöglichte eine filmische Auseinandersetzung mit dem jeweiligen Oberthema und umfassende Diskussionen.
Bisherige Schwerpunktthemen seit 2006:
- 2006: Europäische Konflikte – Europäische Konfliktlösungen
- 2007: Grenzgänger
- 2008: The future is unwritten
- 2009: Glück/Fortune
- 2010: Ideal/Ideal
- 2011: Unterwegs/On the Way

## Sektionen
Das Filmfest präsentiert Spiel-, Kurz- und Dokumentarfilme der Sektionen:
- Vorsicht Frieden!
- Generation Zukunft
- Europe Unlimited
- Vistas Latinas
- Sonderprogramme

Das Filmfest vergibt folgende dotierte Preise:
- den Friedensfilmpreis Osnabrück
- den Filmpreis für Kinderrechte
- den Publikumspreis für den besten studentischen Kurzfilm (seit 2020)
- den Publikumspreis „Bester Kurzfilm“

Ehemals vergebene Preise sind:
- den Kurzfilmpreis der Studentische Kurzfilmjury (bis 2019)
- der Ernst-Weber-Filmpreis (2010–2012)
- der Filmpreis für Zivilcourage (2010–2014)
- der Publikumspreis „Focus on Europe“ (2013–2018)

## Auszeichnungen

### Friedensfilmpreis Osnabrück
Mit dem Friedensfilmpreis wird ein Spielfilm oder Dokumentarfilm ausgezeichnet, der seine ästhetische Qualität in herausragender Weise mit humanem Denken und sozialem Engagement verbindet. Der Preis ist aktuell mit 15.000 Euro (bis 2018: 12.500 Euro) dotiert und wurde zunächst von der VR-Stiftung der Volks- und Raiffeisenbanken in Norddeutschland sowie der Volksbank Osnabrück eG gestiftet. Seit 2013 stiftet die Sievert Stiftung für Wissenschaft und Kultur den Friedensfilmpreis Osnabrück.
Der zugrundeliegende Friedensbegriff umfasst die ganze Spannweite von internationalen Konflikten über gesellschaftliche Auseinandersetzungen bis hin zu familiären Problemen. Insbesondere werden Beiträge zu den im Folgenden genannten Themenkomplexen ausgewählt:
- Migration: Vertreibung, Asyl, Exil
- Internationale Konflikte
- Entwicklungspolitik und Umweltpolitik
- Menschenrechte und Freiheitsrechte
- Friedenspolitik, Friedensforschung

Eine dreiköpfige Expertenjury wählt den Preisträger aus. Die Jury wird gebildet aus namhaften Vertretern der Filmwirtschaft, Friedensarbeit und des Journalismus. Der Friedensfilmpreis wird im Rahmen einer Preisverleihungszeremonie zum Abschluss des FilmFestes verliehen.
Bisherige Preisträger seit 2002:
- 2002: In Or Between, Deutschland 2002, Realisation: Wuppertaler Medienprojekt
- 2003:  Rachida, Algerien/Frankreich 2003, Regie:  Yamina Bachir Chouikh
- 2005: Auf der Schwelle des großen Vergessens, Niederlande 2004, Regie: Thom Verheul
- 2006: Rwanda – les collines parlent, Belgien 2005, Regie: Bernard Bellefroid
- 2007: Kurz davor ist es passiert, Österreich 2006, Regie: Anja Salomonowitz
- 2008: Shahida – Brides of Allah, Israel 2008, Regie: Natalie Assouline
- 2009: Welcome, Frankreich 2009, Regie: Philippe Lioret
- 2010: Les Arrivants, Frankreich 2010, Regie: Claudine Bories und Patrice Chagnard
- 2011: Vaterlandsverräter, Deutschland 2011, Regie: Annekatrin Hendel
- 2012: Sharqiya, Israel 2012, Regie: Ami Livne und The Tiniest Place Mexiko 2012, Regie: Tatiana Huezo Sánchez
- 2013: Salma, Indien/Großbritannien 2013, Regie: Kim Longinotto
- 2014: Timbuktu, Mali 2014, Regie: Abderrahmane Sissako
- 2015: No Land’s Song, Deutschland/Frankreich/Iran 2014, Regie: Ayat Najafi
- 2016: Haus ohne Dach, Deutschland/Irak 2016, Regie: Soleen Yusef
- 2017: The Intruder, Italien 2017, Regie: Leonardo Di Costanzo
- 2018: The Distant Barking of Dogs, Dänemark 2017, Regie: Simon Lereng Wilmont
- 2019: Lovemobil, Deutschland 2019, Regie: Elke Margarete Lehrenkrauss
- 2020: The Viewing Booth, USA/Israel 2019, Regie: Ra‘anan Alexandrowicz
- 2021: Hive, Kosovo/Schweiz/Albanien/Nordmazedonien 2021, Regie: Blerta Basholli[5]
- 2022: Ta farda, Iran/Frankreich/Katar 2022, Regie: Ali Asgari
- 2023: Etilaat Roz, Regie: Abbas Rezaie
- 2024: Intercepted, Regie: Oksana Karpovych[6]

### Filmpreis für Kinderrechte
Mit dem Filmpreis für Kinderrechte wird ein Spiel- oder Dokumentarfilm ausgezeichnet, der sich in herausragender und engagierter Weise mit der Situation der Kinder und ihrer Rechte in der Welt auseinandersetzt.
Jeweils vier Filme werden für den Wettbewerb ausgewählt. Sie thematisieren die sozialen, wirtschaftlichen und kulturellen Lebensbedingungen von Kindern in den Entwicklungsländern und Industrienationen und vermitteln diese informativ und spannend. Das Spektrum reicht von der Umsetzung der Grundrechte auf Bildung, Gesundheit und Wohnung über den Schutz vor Ausbeutung und Gewalt bis hin zu dem Anspruch von Kindern auf Information, freie Meinungsäußerung und die Vertretung ihrer Interessen. Inhaltlich orientiert sich KinderUNRecht an der von 191 Staaten unterzeichneten UN-Kinderrechtskonvention.
Der Preis ist mit 2.000 Euro dotiert und wird vom Fachbereich Kinder, Jugend und Familien der Stadt Osnabrück gestiftet. Den Preisträger bestimmt eine fünfköpfige Schülerjury im Alter von jeweils 14 Jahren.
Bisherige Preisträger seit 2001:
- 2001: Ali Zaoua, Prinz der Straße (Ali Zaoua, prince de la rue), Frankreich/Belgien/Marokko 2000, Regie: Nabil Ayouch
- 2002: Runaway, Großbritannien 2002, Regie: Kim Longinotto und Ziba Mir-Hosseini
- 2003: Child Soldiers, Australien/Großbritannien 2002, Regie: Alan Lindsay
- 2004: Paloma de Papel, Peru 2004, Regie: Fabrizio Aquilar
- 2005: Schildkröten können fliegen (Lakposhtha hâm parvaz mikonand), Iran/Irak 2004, Regie: Bahman Ghobadi
- 2006: Living Rights: Roy & Toti, Niederlande 2005, Regie: Duco Tellegen
- 2007: Mama, mir geht es gut, Deutschland 2007, Regie: Alexandra Westmeier
- 2008: Klassenkampf, Deutschland 2008, Regie: Uli Kick
- 2009: Lena, Stella, Ümmü und die anderen, Deutschland 2009, Regie: Betty Schiel
- 2010: Ich, Tomek (Świnki), Polen 2009, Regie: Robert Gliński
- 2011: Pequeñas voces, Kolumbien 2010, Regie: Jairo Carrillo
- 2012: Kauwboy, Niederlande 2012, Regie: Boudewijn Koole
- 2013: Groß wie der Affenbrotbaum, Senegal / USA 2012, Regie: Jeremy Teicher
- 2014: Der Junge und die Welt (O Menino e o Mundo), Brasilien 2013, Regie: Alê Abreu
- 2015: Niemandskind (Ničije dete), Serbien 2014, Regie: Vuk Ršumović
- 2016: Starless Dreams, Iran 2016, Regie: Mehrdad Oskouei
- 2017: Das Mädchen aus dem Norden (Sameblod), Schweden/Dänemark/Norwegen 2016, Regie: Amanda Kernell
- 2018: Cross my Heart (Les Rois Mongols), Kanada 2017, Regie: Luc Picard
- 2019: Balangiga: Howling Wilderness, Philippinen 2017, Regie: Khavn de la Cruz
- 2020: Petite fille, Frankreich 2020, Regie: Sébastien Lifshitz
- 2021: Beans, Kanada 2020, Regie: Tracey Deer
- 2022: Imad’s Childhood, Irak/Lettland/Schweden 2021, Regie: Zahavi Sanjavi
- 2023: Delegation, Israel/Polen/Deutschland 2023, Regie: Asaf Saban

### Kurzfilmpreis
Mit dem Kurzfilmpreis werden internationale Kurzfilme prämiert. Der Preis ist mit 500 Euro dotiert und wird vom Studentenwerk der Universität Osnabrück gestiftet. 2018 und 2019 wurde außerdem ein mit 1.500 Euro dotierter Kurzfilmpreis von einer studentischen Jury vergeben. 2020 wurde dieser durch einen Publikumspreis für den besten studentischen Kurzfilm ersetzt, der 2022 mit 700 Euro dotiert war.
Bisherige Preisträger seit 2001:
- 2001: Modern Daydreams, USA 2001, Mitchell Rose
- 2002: Der Schwarzarbeiter, Deutschland 2002, Gülsel Özkan und Ludger Pfanz
- 2003: Tripper, Deutschland 2003, Kira Schimmelpfennig
- 2004: Meine Eltern, Deutschland 2004, Nele Vollmar
- 2005: Goodbye, Deutschland 2004, Steve Hudson
- 2006: Vincent, Italien/Deutschland 2005, Giulio Ricciarelli
- 2007: Achterbahn, Deutschland 2007, Frank Wegerhoff
- 2008: Antje und wir, Deutschland 2007, Regie: Felix Stienz
- 2009: Der Anner im Himmel, Deutschland 2009, Regie: Philipp Hartmann
- 2010: Drop Dead, Niederlande 2010, Regie: Arne Toonen
- 2011: Matar a un niño, Spanien 2011, Regie: César Esteban Alenda und José Esteban Alenda
- 2012: I have a boat, Deutschland 2012, Regie: Nathan Nill
- 2013: Stufe 3, Deutschland 2012, Regie: Nathan Nill
- 2014: Pandas,  Tschechien/Slowakei 2013, Regie: Matúš Vizár
- 2015: Gerry's Garden, Großbritannien 2014, Regie: Jobie Nam
- 2016: [Out of Fra]me, Deutschland 2016, Regie: Sophie Linnenbaum
- 2017: PIX, Deutschland 2017, Regie: Sophie Linnenbaum
- 2018:
  - Studentische Kurzfilmjury: Sonntagabend, Deutschland 2017, Regie: Constantin Müller
  - Publikumspreis für den besten Kurzfilm: Mascarpone, Deutschland 2018, Regie: Jonas Riemer
- 2019:
  - Studentische Kurzfilmjury: Delivery Service, Russland 2019, Regie: Elena Koptseva
  - Publikumspreis für den besten Kurzfilm: Nicht im Traum, Deutschland 2018, Regie: Astrid Menzel
- 2020: 
  - Publikumspreis für den besten studentischen Kurzfilm: Bambirak, Deutschland 2020, Regie: Zamarin Wahdat
  - Publikumspreis für den besten Kurzfilm: Masel Tov Cocktail, Deutschland 2020, Regie: Arkadij Khaet und Mickey Paatzsch
- 2021: 
  - Publikumspreis für den besten studentischen Kurzfilm: Seepferdchen, Regie: Nele Dehnenkamp
  - Publikumspreis für den besten Kurzfilm: Le monde en soi / The World Within, Regie: Sandrine Stoïanov und Jean-Charles Finck
- 2022:
  - Publikumspreis für den besten studentischen Kurzfilm: Homebird, Irland/Großbritannien 2022, Regie: Caleb J. Roberts
  - Publikumspreis für den besten Kurzfilm: For Pete’s Sake, USA 2022, Regie: Gerald B. Fillmore
- 2023:
  - Publikumspreis für den besten studentischen Kurzfilm: Fünfzehn Minuten, Regie: Sejad Ademaj
  - Publikumspreis für den besten Kurzfilm: Split Ends, Regie: Alireza Kazemipour

### Ernst-Weber-Filmpreis
Der Ernst-Weber-Filmpreis für Solidarität wurde von 2010 bis 2012 an einen Film vergeben, der in besonderer Weise Denkanstöße oder Visionen für die Teilhabe aller Menschen an der Gesellschaft thematisiert, ungeachtet ihrer nationalen oder sozialen Herkunft. Der vom Ernst-Weber-Fonds gestiftete Preis war mit 1.000 Euro dotiert.
Preisträger:
- 2010: La Pivellina, Italien/Österreich 2009, Regie: Rainer Frimmel und Tizza Covi
- 2011: Morgen, Rumänien 2010, Regie: Marian Crisan
- 2012: Werden Sie Deutscher, Deutschland 2012, Regie: Britt Beyer

### Filmpreis für  Zivilcourage
Der Filmpreis für Zivilcourage war mit 1.000 Euro dotiert und wurde vom Landkreis Osnabrück gestiftet. Der Preis wurde von 2010 bis 2014 an einen Kurzfilm vergeben, der in besonderer Weise die Bedeutung von Zivilcourage für die Gesellschaft hervorhob. Für die Jury konnten sich Schüler/-innen der Sekundarstufe II und der berufsbildenden Schulen aus dem Landkreis Osnabrück bewerben.
Preisträger:
- 2010: Uwe und Uwe, Deutschland 2009, Regie: Lena Liberta
- 2011: Dip, Großbritannien 2010, Regie: Lisa Gornick
- 2012: Ferngesteuert, Deutschland 2012, Regie: Hendrik Maximilian Schmitt
- 2013: Dedowtschina, Deutschland 2012, Regie: Maxim Kuphal-Potapenko
- 2014: Mai, Estland 2013, Regie: Maria Reinup

### Publikumspreis „Focus on Europe“
Der Publikumspreis „Focus on Europe“ ist mit 2.500 Euro dotiert und wird von der Kampagne Mobilität 2030 der Stadtwerke Osnabrück gestiftet. Der Preis wurde erstmals im Jahr 2013 verliehen.
Preisträger:
- 2013: Ich fühl mich Disco, Deutschland 2013, Regie: Axel Ranisch
- 2014: Xenia – Eine neue griechische Odyssee (Xenia), Griechenland/Belgien/Frankreich 2014, Regie: Panos H. Koutras
- 2015: Niemandskind (Ničije dete), Serbien 2014, Regie: Vuk Ršumović
- 2016: nicht bekannt
- 2017: Das Mädchen aus dem Norden (Sameblod), Schweden/Dänemark/Norwegen 2016, Regie: Amanda Kernell[8]
- 2018: nicht bekannt
- 2019: nicht vergeben

## Europe Unlimited
In drei aktuellen und retrospektiven Programmen widmet sich das FilmFest verschiedenen Aspekten der europäischen Einigung sowie der Brückenfunktion des Mediums Film zwischen „alten und neuen Europäern“. Das kulturelle Zusammenwachsen Europas mit seinen politischen, ökonomischen und sozialen Implikationen soll dadurch kritisch begleitet werden. 

## Vistas Latinas
Seit 2009 widmet sich das FilmFest Osnabrück auch dem zeitgenössischen lateinamerikanischen Film mit der Sektion „Vistas Latinas“. Hierbei stehen gesellschaftspolitisch engagierte Filme im Vordergrund, die sich mit den sozialen, ökonomischen und politischen Transformationen Lateinamerikas auseinandersetzen. Derzeit wird in dieser Sektion kein Preis vergeben.

## FilmFest Extrem
Seit 2013 zeigt das FilmFest Osnabrück ausgewählte Genrefilme aus den Bereichen Horror, Thriller, Science Fiction. Derzeit wird in dieser Sektion kein Preis vergeben.

## Rahmen- und Sonderprogramme
Vor und während des Filmfestes finden weitere filmbezogene Veranstaltungen statt. Hierzu zählen u. a.:
- Die kinematologische Stadtführung A Wall is a Screen[10], bei der Kurzfilme während eines Rundgangs auf große Flächen des öffentlichen Raums projiziert werden.
- Das „Heimliche Kino“, bei dem sich private Wohnzimmer in Kleinst-Kinos verwandeln.
- Stummfilmkonzerte
- Der „KinoImBiss“ – eine filmisch-kulinarische Entdeckungsreise durch ausgewählte Gastronomieeinrichtungen

## Veranstaltungsorte
Das Filmfest findet jedes Jahr an denselben Festivalorten in Osnabrück statt:
- in der Lagerhalle Osnabrück
- im Filmtheater Hasetor
- im Cinema Arthouse (2019 keine Teilnahme)
- im Haus der Jugend

Durch die Rahmenprogramme erweitert sich die Zahl der Veranstaltungsorte jedoch stetig. Bis zur Schließung im Jahr 2020 gehörte außerdem die Filmpassage Osnabrück zu den Ausrichtungsorten.